# 박기석 (1869년)
박기석(朴箕錫, 1869년 음력 1월 11일 / 양력 2월 21일 ~ ?)은 일제강점기의 관료이며, 조선총독부 중추원 참의도 지냈다.

## 생애
출신지는 원적지인 경상남도 진주군이나 평안남도 지역에서 활동하였다. 어릴 때 한학을 공부하여 관리가 되었고, 1897년에 평안남도 관찰부 주사에 임명된 이래 성천군 군수를 지내는 등 평남 여러 지역에서 행정 관료로 일했다.
1910년에 이완용을 중심으로 정우회가 결성될 때 참여하였고, 한일 병합 조약 체결 직후에 조선총독부 군수가 되어 강서군과 대동군에서 군수로 재직하다가 1921년에 퇴직했다. 이후 조선불교단에 가입하여 평양지부장을 지내고 평안남도 농회평의원을 역임하는 등 평양 지역에서 유지로 활동했다.
1931년에는 중추원 참의에 임명되었다. 중추원 참의로 재직하던 1934년을 기준으로 정6위 훈6등에 서위되어 있었다.
2002년 발표된 친일파 708인 명단의 중추원 부문과 2008년 공개된 민족문제연구소의 친일인명사전 수록예정자 명단의 중추원 부문, 관료 부문에 포함되었다. 2009년 친일반민족행위진상규명위원회가 발표한 친일반민족행위 705인 명단에도 포함되었다.

## 같이 보기
- 조선총독부 중추원

## 참고자료
- 박기석(朴箕錫) - 국사편찬위원회